# Björn Kern

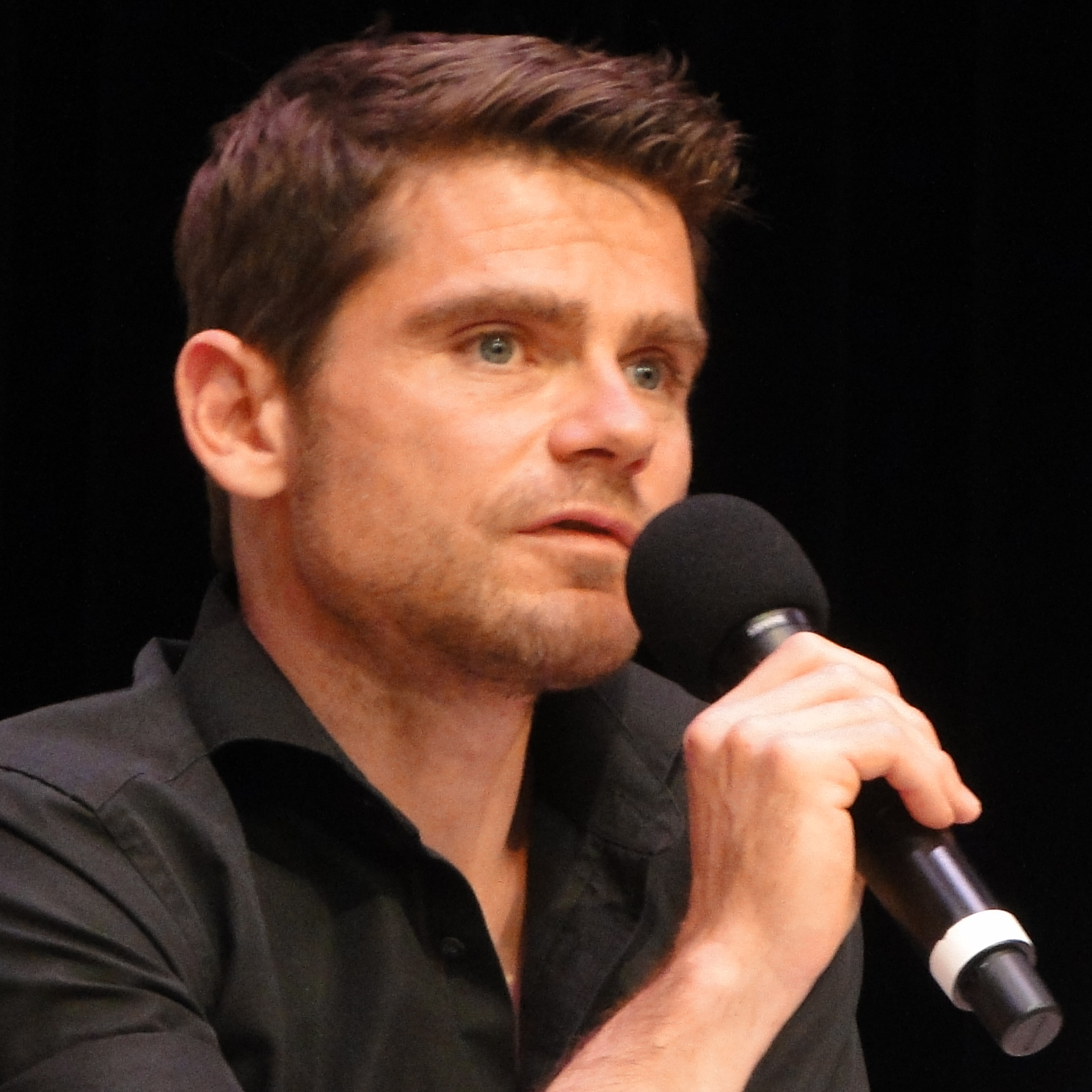
Björn Kern beim 2. Symposium zur Wachstumskritik der ÖDP in Coburg, 21./22. Mai 2021

Björn Kern (* 22. April 1978 in Lörrach) ist ein deutscher Schriftsteller.

## Leben
Björn Kern wurde 1978 in Lörrach (Südbaden) geboren, wuchs in Schopfheim auf und besuchte das dortige Theodor-Heuss-Gymnasium. Nach seiner Arbeit in einem Heim für psychisch Kranke und alte Menschen in Südfrankreich studierte er in Tübingen, Passau und Aix-en-Provence sowie am Deutschen Literaturinstitut Leipzig. 2007 wurde er zum Wettbewerb um den Ingeborg-Bachmann-Preis nach Klagenfurt eingeladen. 
In seinen Romanen setzt er sich vor allem mit seinen Erfahrungen als Zivildienstleistender auseinander, so auch in Die Erlöser AG, der 2012 für das ZDF verfilmt wurde. Seit 2016 beschäftigt er sich in essayistisch-erzählerischer Form vor allem mit den Themen Minimalismus, Nature Writing und Postwachstum. 
Er lebt im Oderbruch.

## Werke
- 2025: Edgar verschwindet um halb pink. Kinderbuch, Tulipan Penguin Random House, ISBN 978-3-86429-628-4
- 2021: Kein Vater, kein Land. Roman, Secession Verlag, ISBN 978-3-96639-041-5
- 2021: Solikante Solo. Roman, S. Fischer Verlag, ISBN 978-3-596-70089-9
- 2021: Wo die Wilden Väter wohnen. Droemer Knaur, ISBN 978-3-426-79131-8
- 2019: Im Freien. Abenteuer vor der Tür. S. Fischer Verlag, ISBN 978-3-596-70201-5
- 2016: Das Beste, was wir tun können, ist nichts. „Memoir und Manifest“, S. Fischer Verlag, ISBN 978-3-596-03531-1
- 2010: Das erotische Talent meines Vaters. Roman, Verlag C. H. Beck, München, ISBN 978-3-406-59837-1
- 2007: Die Erlöser AG. Roman, Verlag C. H. Beck, München, ISBN 978-3-406-56374-4
- 2005: Einmal noch Marseille. Roman, Verlag C. H. Beck, München, ISBN 3-406-53551-8
- 2001: KIPPpunkt. Roman, dtv, München, ISBN 3-423-62062-5

### Sonstige Veröffentlichungen
- 2006: Eisfischen. Erzählung, in BELLA triste Nr. 15
- 2010: Spielzeitende. SuKuLTuR, Berlin, „Schöner Lesen“ Nr. 99, ISBN 978-3-941592-18-6
- Erzählungen in Edit, Wespennest, Allmende, Am Erker, Süddeutsche Zeitung, Junge Welt u. a.

## Auszeichnungen
- 2019 Arbeitsstipendium des Landes Brandenburg
- 2017 Stipendium des Berliner Senats
- 2015 Künstlerhof Schreyahn
- 2012 Gotland-Stipendium des Künstlerhauses Lukas Ahrenshoop
- 2011 Alfred-Döblin-Stipendium
- 2010 Casa-Baldi-Stipendium der Deutschen Akademie Rom Villa Massimo
- 2009 Förderpreis der Internationalen Bodenseekonferenz
- 2008 London-Stipendium des Deutschen Literaturfonds
- 2008 Heinrich-Heine-Stipendium
- 2007 Brüder-Grimm-Preis der Stadt Hanau
- 2006 SWR-Bestenliste
- 2006 Berliner Senatsstipendium
- 2006 Künstlerdorf Schöppingen
- 2005 Förderung durch die Kunststiftung Baden-Württemberg
- 2004 Förderung durch den Deutschen Literaturfonds
- 2002 Hans-im-Glück-Preis

## Verfilmungen
- Die Erlöser AG wurde 2012 mit Anna Loos und Herbert Knaup unter dem Titel Komm, schöner Tod fürs ZDF verfilmt. Regie: Friedemann Fromm

## Theater
- Einmal noch Marseille wurde 2013 von Alexander Ritter für das Theater adaptiert und am Rottstraße 5 Theater in Bochum uraufgeführt